# Forêt nationale de Rogue River-Siskiyou
La forêt nationale de Rogue River-Siskiyou est une forêt fédérale protégée qui s'étend sur les États de Californie et de l'Oregon (États-Unis). Elle est visitée par 915 000 touristes en 2006.

## Protection du territoire
La forêt nationale de Rogue River-Siskiyou possède sept réserves intégrales, soit les réserves intégrales de Grassy Knob (69,61 km2), de Kalmiopsis (727,44 km2), des Red Buttes (80,69 km2), de Rogue-Umpqua Divide (134,36 km2), de Siskiyou (739,77 km2), des Sky Lakes (470,65 km2), de Wild Rogue (138,62 km2).